# کارول کوماموتو
کارول کوماموتو یک میکروبیولوژیست آمریکایی است که استاد زیست‌شناسی مولکولی و میکروبیولوژی در دانشگاه تافتس می‌باشد. او به بررسی رشد رشته‌ای کاندیدا آلبیکانس، یک پاتوژن قارچی که باعث بیماری‌های مختلف می‌شود، می‌پردازد. او همچنین علاقه‌مند به نحوه تعامل با کاندیدا آلبیکانس میزبان خود در طول استعماری شدن و بیماری‌های تهاجمی است. او عضو انجمن پیشبرد علم آمریکا و آکادمی میکروبیولوژی آمریکا است.

## زندگی اولیه و تحصیلات
کوماموتو تحصیلات خود را در رشته زیست‌شناسی در دانشگاه کالیفرنیا، لس آنجلس (UCLA) آغاز کرد و در سال ۱۹۷۶ فارغ‌التحصیل شد. او برای دریافت دکترا در همان دانشگاه ماند و سپس در سال ۱۹۸۰ به دانشکده پزشکی هاروارد برای انجام تحقیقات پسادکترا منتقل شد. سپس به عنوان پژوهشگر همکار به دانشگاه استنفورد پیوست و در سال ۱۹۸۶ به دانشگاه تافتس ملحق شد. کارهای اولیه او شامل نظارت بر مکانیزم عملکرد پروتئین‌های صادره E.coli بود. او به بررسی سویه‌های جهش‌یافته اشریشیا کلی که در صدور پروتئین پرپیلاسماتیک مال‌توز بندینگ پروتئین به درون پرپیلاسم از سیتوپلاسم دچار مشکل بودند، پرداخت. او نشان داد که این موتانت‌ها در ژن SecB دچار نقص هستند و به بررسی مکانیزم عملکرد این پروتئین پرداخت؛ او نشان داد که این پروتئین فعالیت چپرونی دارد و در انتخاب پیوند به پیش‌سازهای پروتئین صادره انتخابی است.

## تحقیق و حرفه
کوماموتو استاد زیست‌شناسی مولکولی و میکروبیولوژی در دانشگاه تافتس است. تحقیق‌های او به بررسی کاندیدا آلبیکانس (C. albicans)، یک پاتوژن قارچی که می‌تواند موجب بروز بیماری‌های مختلف شود، می‌پردازد. کاندیدا آلبیکانس معمولاً بدون ایجاد مشکلی در دستگاه گوارش انسان‌ها مستقر می‌شود، اما زمانی که میزبان دچار ضعف سیستم ایمنی می‌شود، این پاتوژن زخم‌های تهاجمی تولید می‌کند که با بیماری کاندیدیاز مرتبط هستند. کاندیدیاز تشخیص دشواری دارد و می‌تواند کشنده باشد. کوماموتو نشان داد که سطوح پایین پروتئین Efg1p اجازه می‌دهند که کاندیدا آلبیکانس به‌سرعت رشد کند، در حالی که سطوح بالا رشد آن را سرکوب می‌کنند. خصوصاً، کوماموتو به مطالعه شرایط محیطی می‌پردازد که باعث می‌شود کاندیدا آلبیکانس در سلول‌های رشته‌ای و کشیده رشد کند، سلول‌هایی که قادرند به بافت‌های زیستی حمله کرده و آن‌ها را تخریب کرده و وارد جریان خون شوند. در اوایل حرفه‌اش، کوماموتو نشان داد که این رشد رشته‌ای زمانی رخ می‌دهد که ارگانیسم در تماس با یک محیط آگار رشد کند. او نشان داد که ژن CZF1 یک تنظیم‌کننده واکنش رشته‌سازی است و اینکه Mkc1 و Cek1 (MAP کینازها) زمانی که سلول‌ها در تماس با آگار رشد می‌کنند فعال می‌شوند. او نشان داده است که برخی چربی‌های غذایی، از جمله روغن نارگیل، می‌توانند رشد کاندیدا آلبیکانس را در روده سرکوب کرده و خطر عفونت‌های قارچی را کاهش دهند. پیشنهاد شده است که این یافته می‌تواند نیاز به داروهای ضدقارچ را کاهش دهد و می‌تواند برای کاهش میزان کاندیدا آلبیکانس در روده نوزادان نارس استفاده شود. در سال ۲۰۱۹، کوماموتو نتایج اولیه یک آزمایش بالینی را گزارش کرد که در آن به رژیم غذایی نوزادان نارس مکمل‌های تری گلیسریدهای زنجیره متوسط اضافه شد تا میزان کاندیدا آلبیکانس در دستگاه گوارش کاهش یابد.
کوماموتو همچنین به مطالعه کاندیدا آوریس پرداخته است، یک قارچ که در سال ۲۰۰۹ شناسایی شد و به نظر می‌رسد که در برابر داروهای ضدقارچ مقاوم باشد. او به مکانیزم‌هایی که کاندیدا آلبیکانس در تعامل با میزبان خود در هنگام استقرار و درجات تهاجمی انجام می‌دهد، علاقه‌مند است. به عنوان مثال، کوماموتو نشان داده است که تعامل کاندیدا آلبیکانس با سایر پاتوژن‌ها می‌تواند بر قدرت بیماری‌زایی آن تأثیر بگذارد.

## جوایز و افتخارات
- ۲۰۱۴ عضو انجمن پیشبرد علم آمریکا[۱۳]
- ۲۰۱۹ عضو آکادمی میکروبیولوژی آمریکا[۱۴]